# Frederik Marcus Knuth (Politiker)

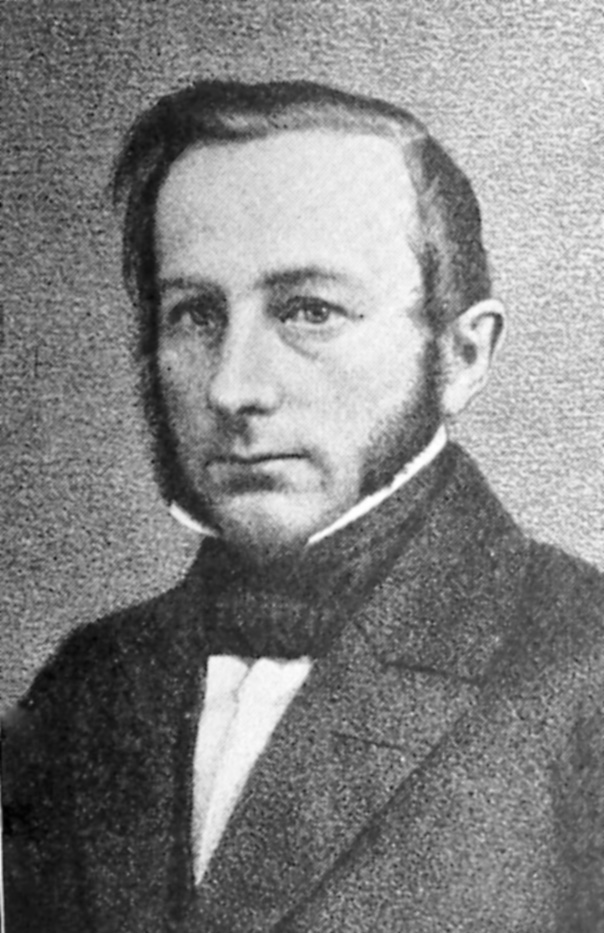
Frederik Marcus Knuth

Lehnsgraf Frederik Marcus Knuth-Knuthenborg (auch Frederik Markus Knuth; * 11. Januar 1813 in Christiania; † 8. Januar 1856 in Kopenhagen) war ein dänischer Adeliger, Amtmann und nationalliberaler Politiker. Als Minister des Märzministeriums war er der erste Außenminister Dänemarks. Zudem war er von 1818 bis zu seinem Tode Lehnsgraf von Knuthenborg.

## Leben
Knuth wurde 1813 er in Christiania in die gräfliche Familie Knuth geboren. Seine Mutter war Karen F. Knuth, Tochter des norwegischen Politikers und späteren Ersten Ministers Marcus Gjøe Rosenkrantz, sein Vater war der Jurist Eggert Christopher Knuth, er ertrank drei Monate nach der Geburt seines Sohnes in Sarpen. Frederik Marcus Großvater Frederik Knuth starb 1818, und so wurde Frederik Marcus mit fünf Jahren Erbe großer Ländereien, unterdessen er noch von seinem Onkel A. W. Moltke. Seine Mutter heiratete am 22. Juni 1815 zum zweiten Mal, Ehemann wurde der norwegische Generalmajor Carl Frederik Ferdinand Vilhelm Albrecht Kaltenborn.
1829 nahm Knuth sein Jurastudium auf und machte 1833 sein Staatsexamen. Vier Jahre später übernahm er die Herrschaft über Knuthenborg, das er autoritär führte. 1847 wurde er Kreisrat in Sorø. Vom 22. März bis zum 16. November 1848 war Knuth Außenminister der ersten gewählten Regierung Dänemarks, dem sogenannten Märzministerium. Am 23. Oktober 1848 war Knuth Mitglied der Verfassungsgebenden Reichsversammlung (Den Grundlovgivende Rigsforsamling). 1852 und 1853 war er Mitglied des Folketings und 1854 des Landstings.
In seinem Amt als Außenminister folgte ihm der Konzeilspräsident Adam Wilhelm Moltke nach.

## Nachkommen und Tod
Aus seiner am 18. Mai 1837 in Kopenhagen geschlossenen Ehe mit Karen Rothe (1815–1877) entsprangen sechs Kinder:
- Eggert Christopher (* 29. Oktober 1838; † 18. Oktober 1874)
- Charlotte Frederikke (* 26. April 1840; † 21. April 1931) ⚭ Graf Christian Johan Frederik Tramp zu Kyø (1842–1918)
- Benedikte (* 2. Mai 1842; † 17. Dezember 1909) ⚭ Baron Christian Conrad Sophus Rosenørn-Lehn zu Rössjöholm und Højstrup (1827–1899)
- Karen (* 4. September 1845; † 8. März 1847)
- Maria Elisabeth (* 7. März 1849; † 18. August 1894) ⚭ Lehnsgraf Wilhelm Carl Joachim Ove Casper Bendt Wedell-Wedellsborg zu Wedellsborg (1840–1922)
- Adam Wilhelm (* 5. September 1854; † 22. Oktober 1888)

Die Kinder trugen allesamt die Titel Lehnsgraf („greve“) und Lehnsgräfin („komtesse“).
Knuth starb am 8. Januar 1856 in Kopenhagen und wurde auf dem Friedhof der Hunseby Kirke begraben.

## Vorfahren
| Eggert Christopher Knuth Graf von Knuthenborg | Maria Knuth, geb. von Numsen                  | Frederik Christian von Møsting Geheimrat      | Elisabeth Cathrine von Møsting, geb. von Schack Hofdame | Otto Christian Rosenkrantz Premiermajor | Karen Johanne Rosenkrantz, geb. Rønning | Helmuth Gotthardt von Barner Generalmajor       | Henriette Margrethe von Barner, geb. Lente af Adeler |
| Frederik Knuth Graf von Knuthenborg           | Frederik Knuth Graf von Knuthenborg           | Juliane Marie Knuth, geb. von Møsting         | Juliane Marie Knuth, geb. von Møsting                   | Marcus Gjøe Rosenkrantz Erster Minister | Marcus Gjøe Rosenkrantz Erster Minister | Amaile Tugendreich Rosenkrantz, geb. von Barner | Amaile Tugendreich Rosenkrantz, geb. von Barner      |
| Eggert Christopher Knuth Graf von Knuthenborg | Eggert Christopher Knuth Graf von Knuthenborg | Eggert Christopher Knuth Graf von Knuthenborg | Eggert Christopher Knuth Graf von Knuthenborg           | Karen F. Knuth, geb. Rosenkrantz        | Karen F. Knuth, geb. Rosenkrantz        | Karen F. Knuth, geb. Rosenkrantz                | Karen F. Knuth, geb. Rosenkrantz                     |
| Frederik Marcus Knuth Graf von Knuthenborg    |                                               |                                               |                                                         |                                         |                                         |                                                 |                                                      |